# Lonicera implexa
Lonicera implexa  — вид квіткових рослин родини жимолостеві (Caprifoliaceae). implexus це латинський термін для чогось, що заплутане або переплітаються.

## Опис
Це багаторічний, вічнозелений чагарник, з лисими, синьо-зеленими гілками і висотою від 1 до 3, у виняткових випадках до 7 метрів. Квіти спочатку жовтуваті й червонуваті пізніше. Цвіте з лютого по травень. Плоди — яйцеподібні ягоди, червонувато-оранжеві в кінці терміну дозрівання. Шкірясті листки знаходяться на протилежних сторонах. Вони від 2 до 8 сантиметрів у довжину і від 2 до 4, рідше всього 0,5 сантиметрів завширшки. Верх темно-зелений і глянсовий, низ синьо-зелений, краї прозорі.

## Поширення
Рослина поширилася на всі країни, що межують із Середземним морем на схід до Греції. Знаходиться в лісах, макі, живоплотах, а також як декоративна рослина.

## Галерея

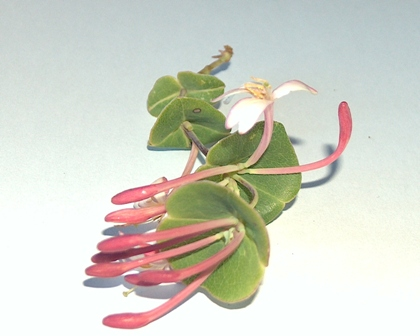
Рослина
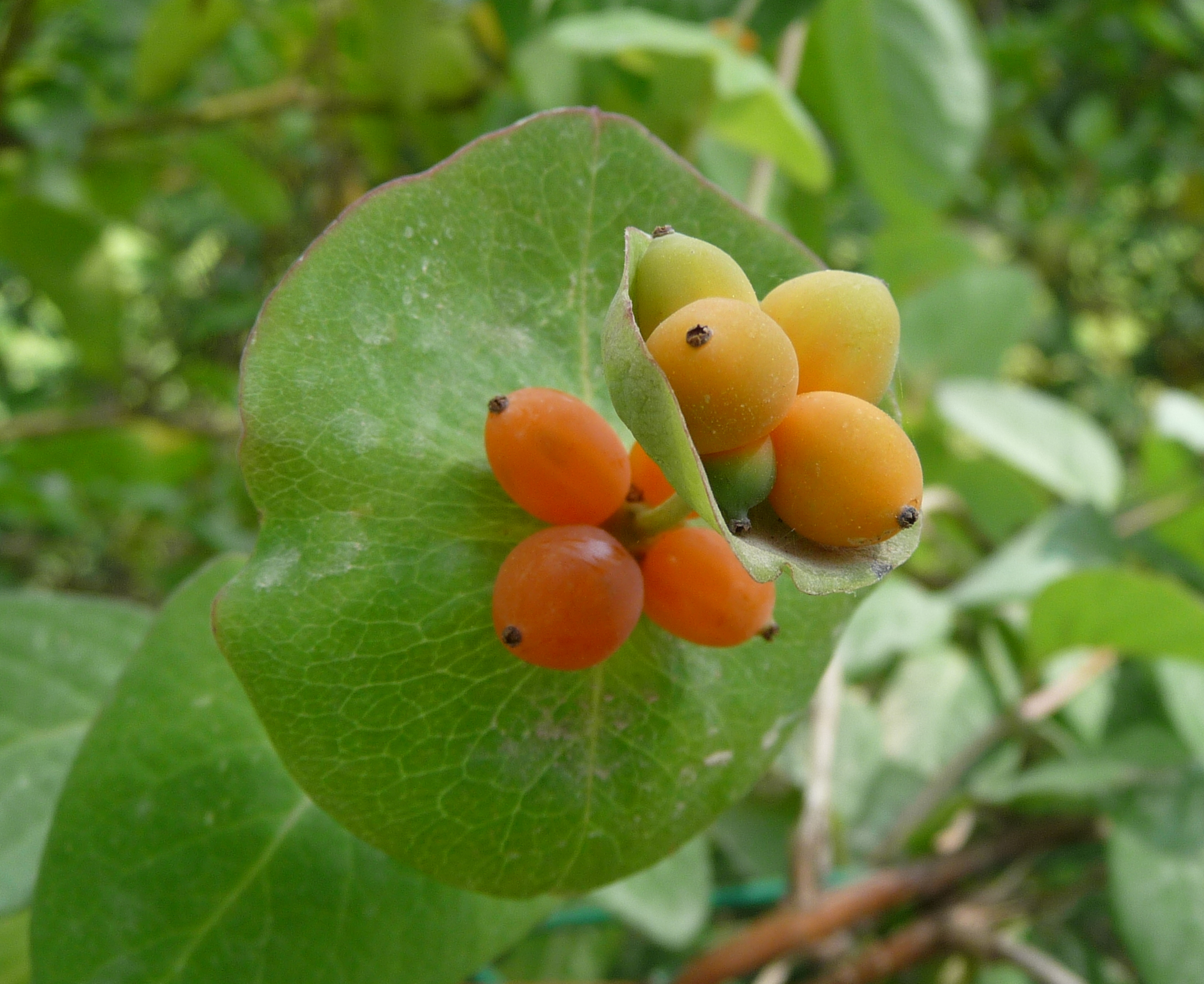
Плоди
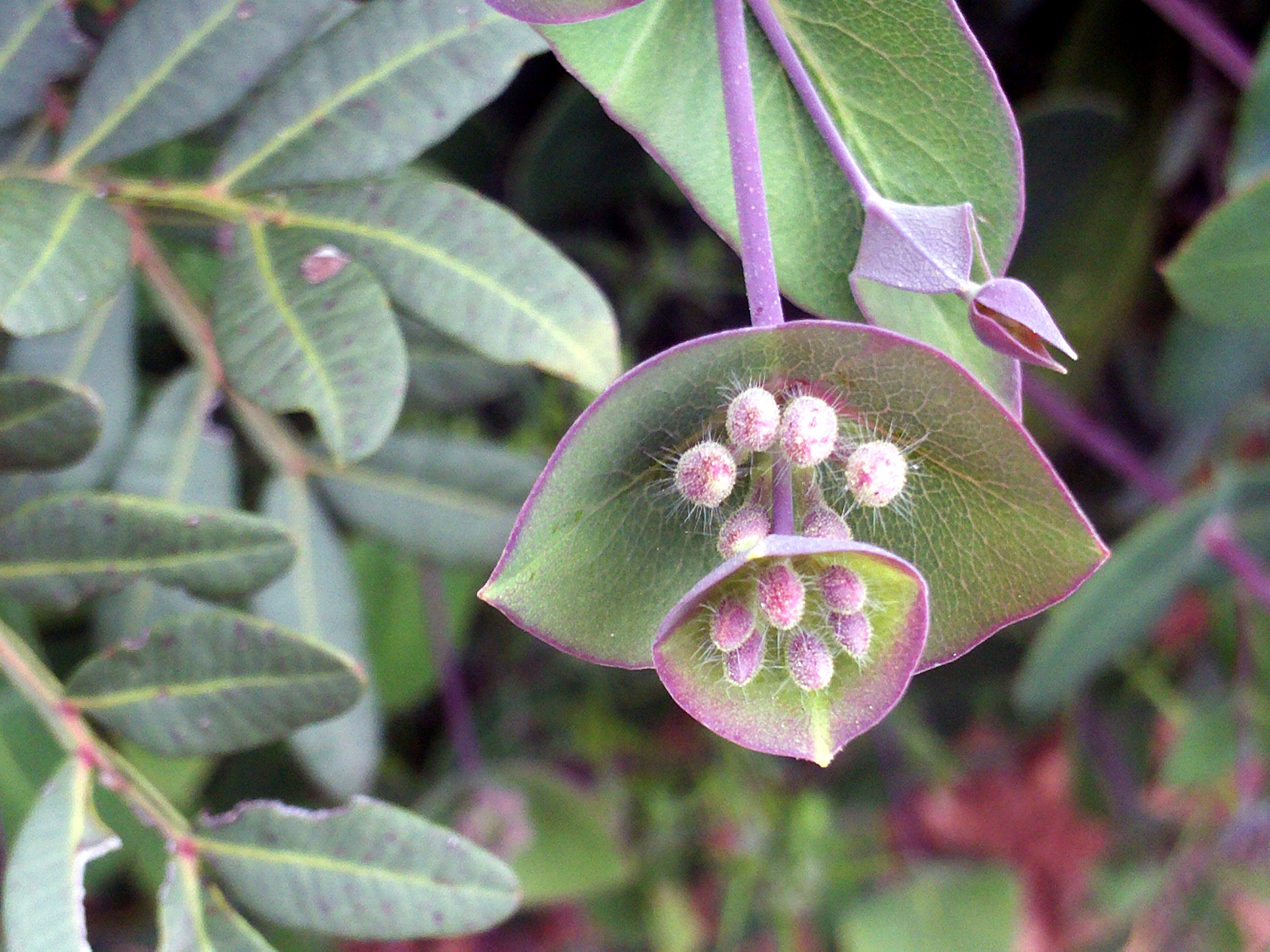
Рослина